# Florent Mulot
Florent Mulot, né le 8 avril 1992, est un archer français.
Il est médaillé d'argent par équipes en tir à l'arc classique avec Thomas Antoine et Olivier Tavernier aux Championnats du monde en salle 2016 et avec Jean-Charles Valladont et Olivier Tavernier aux Championnats d'Europe en salle 2017.